# Третий флот ВМС США

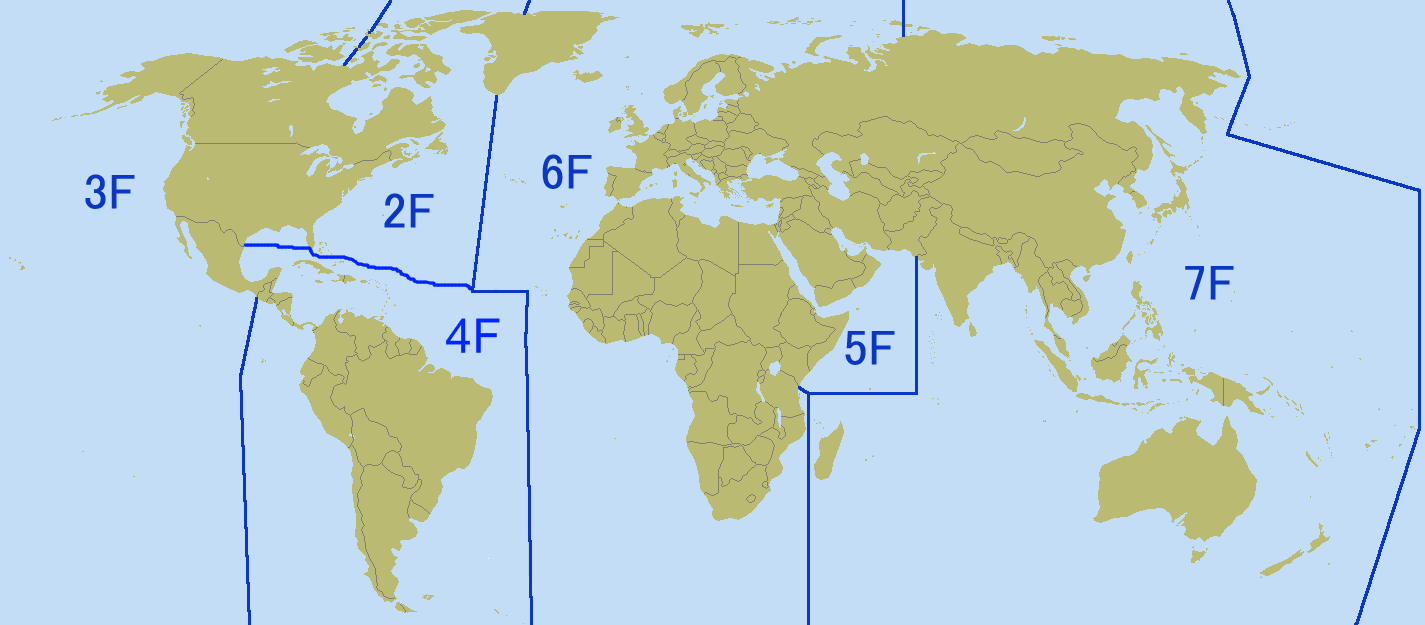
Зоны ответственности флотов США

Третий Флот — оперативный флот ВМС США. Площадь зоны ответственности Третьего Флота составляет около пятидесяти миллионов квадратных миль территорий восточной и северной частей Тихого океана, включая Берингово море, Алеутские острова, Аляску и зону Арктики. Крупные нефтяные и торговые морские пути в этой области играют значительный роль в экономике США и стран АТР. Флагманом флота до 2006 года являлся военный корабль CORONADO (AGF-11), базирующийся на военно-морской базе в Сан-Диего, Калифорния — административном центре флота.
Третий Флот впервые был сформирован адмиралом Холси 15 марта 1943 года, и провёл обширные операции против японских войск в центральной части Тихого океана во время Второй мировой войны. 7 октября 1945 года Третий Флот был назначен резервным флотом и выведен из активного статуса. Флот оставался неактивным до 1973 года, когда был вновь восстановлен и принял на себя свои текущие обязанности.
Крупнейшими местами базирования флота являются военно-морские базы Сан-Диего, Перл-Харбор и Пойнт Лома, а также база американских ПЛАРБ на Тихом океане Бангор.

## Миссия
Третий Флот планирует и осуществляет военно-морские операции в Тихом океане. Флот обеспечивает морскую оборону западного побережья США (включая Аляску и Алеутские острова), региональную безопасность и поддержку гуманитарных и миротворческих миссий. Командующий 3-м флотом, как правило, руководит и осуществляет крупные совместные учения и операции в регионе между США и их союзниками, направленных на военные и другие цели, таких как «Rim of the Pacific», «Pacific Partnership» и «Fleet Weeks». Ударные группы и другие отдельные оперативные формирования 3-го флота периодически принимают участие в операциях по обеспечению безопасности на море, по борьбе с незаконным оборотом наркотиков и нелегальной миграцией, а также в учениях типа «Унитас» в юго-восточной части Тихого океана. В таких случаях они действуют совместно с 4-м флотом ВМС США в зоне Центральной и Южной Америки. Зона ответственности Тихоокеанского флота США. Также часть Третьего Флота проводил учения и был развёрнут в зоне Седьмого Флота США, находящейся в Японии, в период обострения отношений с Китаем. Официальной целью таких действии было обеспечение защиты свободного судоходства и крупных торговых кораблей в водах Восточной и Юго-Восточной Азии.
Третий Флот — это боевая структура предназначенный для управления кораблями, подводными лодками и самолётами дислоцированных в Калифорнии, Вашингтоне и на Гавайях. Морские силы Третьего Флота включают пять авианосных ударных групп, каждая из которых состоит из комбинации крейсеров, эсминцев и фрегатов. В их составе также имеются более 30 подводных лодок и десяток судов обеспечения для поддержки ударных групп. Воздушные силы Третьего Флота насчитывает более 400 палубных воздушных судов ВМС, таких как Boeing F/A-18E/F Super Hornet, Grumman E-2 Hawkeye, McDonnell Douglas AV-8B Harrier II, Bell AH-1 SuperCobra и Sikorsky SH-60 Seahawk.

## Организационный состав
Организационный состав Третьего Флота США включают следующее:
- Авианосная ударная группа один
- Авианосная ударная группа три
- Авианосная ударная группа девять
- Авианосная ударная группа одиннадцать
- Экспедиционная ударная группа три
- Надводная группа центрального Тихого океана
- Литоральный боевой корабль эскадрилья один
- Морская вертолётная ударная крыло
- Командир, подготовка ударных сил тихоокеанского региона
- Первая группа обезвреживании взрывоопасных боеприпасов
- Прибрежная речная группа один
- Военно-морская командование воздушной и противоракетной обороны
- Военно-морская противоминное и противолодочное командование
- Подводно-лодочная и противолодочная военная сила Третьего Флота

## Действующий состав флота
За исключением штаба и отделов обеспечения, оперативные флота постоянного состава не имеют. Силы и средства выделяются в их состав приказом Оперативного штаба ВМС по мере необходимости.
Данные на 12 октября 2008 года.

### Сан-Диего

#### Крейсера УРО
- CG 52 BUNKER HILL
- CG 53 MOBILE BAY
- CG 54 ANTIETAM
- CG 57 LAKE CHAMPLAIN
- CG 59 PRINCETON
- CG 62 CHANCELLORSVILLE
- CG 71 CAPE ST. GEORGE

#### Авианосцы
- CVN 68 NIMITZ
- CVN 76 RONALD REAGAN

#### Эсминцы УРО
- DDG 53 JOHN PAUL JONES
- DDG 65 BENFOLD
- DDG 69 MILIUS
- DDG 73 DECATUR
- DDG 76 HIGGINS
- DDG 83 HOWARD
- DDG 88 PREBLE
- DDG 91 PINCKNEY
- DDG 97 HALSEY
- DDG 100 KIDD
- DDG 101 GRIDLEY
- DDG 102 SAMPSON
- DDG 104 STERETT

#### Фрегаты УРО
- FFG 33 JARRETT
- FFG 38 CURTS
- FFG 41 MCCLUSKY
- FFG 43 THACH
- FFG 46 RENTZ
- FFG 48 VANDEGRIFT
- FFG 51 GARY

#### Атомные ПЛ
- SSN 725 HELENA
- SSN 754 TOPEKA
- SSN 758 ASHEVILLE
- SSN 759 JEFFERSON CITY
- SSN 767 HAMPTON

### Пойнт Лома
Универсальные десантные корабли и десантно-вертолётоносные корабли-доки
- LHA 1 TARAWA
- LHA 5 PELELIU
- LHD 4 BOXER
- LHD 6 BONHOMME RICHARD
- LPD 18 NEW ORLEANS
- LPD 7 CLEVELAND
- LPD 8 DUBUQUE
- LPD 9 DENVER
- LSD 42 GERMANTOWN
- LSD 45 COMSTOCK
- LSD 47 RUSHMORE
- LSD 52 PEARL HARBOR

### Эверетт
- CVN 72 ABRAHAM LINCOLN
- DDG 86 SHOUP
- DDG 92 MOMSEN
- FFG 54 FORD
- FFG 60 RODNEY M. DAVIS
- FFG 61 INGRAHAM

### Перл-Харбор

#### Крейсера УРО
- CG 65 CHOSIN
- CG 70 LAKE ERIE
- CG 73 PORT ROYAL

#### Эсминцы УРО
- DDG 59 RUSSELL
- DDG 60 PAUL HAMILTON
- DDG 70 HOPPER
- DDG 77 O’KANE
- DDG 90 CHAFEE
- DDG 93 CHUNG-HOON

#### Фрегаты УРО
- FFG 37 CROMMELIN
- FFG 57 REUBEN JAMES

#### Атомные ПЛ
- SSN 688 LOS ANGELES
- SSN 698 BREMERTON
- SSN 701 LA JOLLA
- SSN 717 OLYMPIA
- SSN 721 CHICAGO
- SSN 722 KEY WEST
- SSN 724 LOUISVILLE
- SSN 752 PASADENA
- SSN 762 COLUMBUS
- SSN 763 SANTA FE
- SSN 766 CHARLOTTE
- SSN 770 TUCSON
- SSN 771 COLUMBIA
- SSN 772 GREENEVILLE
- SSN 773 CHEYENNE
- SSN 776 HAWAII

### Бремертон
- AS 39 EMORY S. LAND
- CVN 74 JOHN C. STENNIS
- SSN 21 SEAWOLF
- SSN 22 CONNECTICUT
- SSN 711 SAN FRANCISCO

### Бангор
- SSBN 730 HENRY M. JACKSON
- SSBN 731 ALABAMA
- SSBN 733 NEVADA
- SSBN 735 PENNSYLVANIA
- SSBN 737 KENTUCKY
- SSBN 739 NEBRASKA
- SSBN 741 MAINE
- SSBN 743 LOUISIANA
- SSGN 726 OHIO
- SSGN 727 MICHIGAN
- SSN 23 JIMMY CARTER